# Université de Cadix
L'Université de Cadix ou UCA est l'université publique de la province de Cadix, en Espagne. Elle accueille 20 798 élèves et est composée de plus de 1 698 professeurs.

## Présentation
Elle a été fondée en tant que telle le 30 octobre 1979, bien que beaucoup des centres d'études qui la composent, existaient antérieurement comme écoles indépendantes ou en tant que facultés au sein de l'Université de Séville (comme ce fut le cas de la faculté de sciences).
L'Université de Cadix a entre autres pour spécificité d'être spécialisée dans les disciplines de la mer. Elle comporte ainsi une des 3 facultés des sciences de la mer du pays (les autres sont à Vigo et Las Palmas de Gran Canaria), une faculté de sciences nautiques et une autre d'ingénierie navale. Toutes les trois se situent sur le site du Centre Andalou Supérieur d'Études Marines (CASEM) sur le campus de Puerto Real.
La plus ancienne faculté de l'université de Cadix est la faculté de Médecine, descendante directe du Real Colegio de Cirugía de Cádiz (Collège royal de chirurgie de Cadix) fondé en 1748 : le premier organisme européen combinant médecine et chirurgie au même endroit.
L'université est distribuée sur 4 campus, à Cadix, Jerez de la Frontera, Algésiras et Puerto Real.

## Présidents

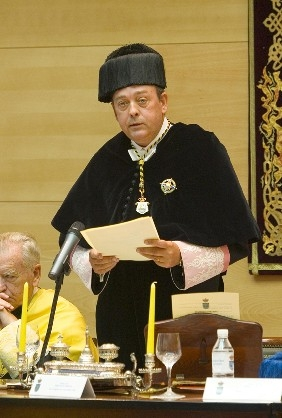
Diego Sales Márquez, président actuel

- Octobre 1979 - février 1984 : Felipe Garrido
- Février 1984 - juin 1986 : Mariano Peñalver Simó
- Septembre 1986 - janvier 1995 : José Luis Romero Palanco
- Janvier 1995 - avril 2003 : Guillermo Martínez Massanet
- Mai 2003 - 2011 : Diego Sales Márquez
- Juin 2011 - présent : Eduardo González Mazo